# Théo Millet
Pour les articles homonymes, voir Millet.
Pas d'image ? Cliquez ici

a Compétitions nationales et continentales officielles uniquement.

b Matchs officiels uniquement.
Dernière mise à jour le 14 avril 2020.
Théo Millet, né le 8 juillet 1997 à Toulouse (Haute-Garonne), est un joueur français de rugby à XV et de rugby à sept. Il évolue au poste de centre au Lyon OU.

## Biographie
Né à Toulouse, Théo Millet commence la pratique du rugby à XV à 4 ans pour faire comme son grand frère. Il est formé à l'école des jeunes du Boitsfort RC où son père Patrice est coach.
Il commence la pratique du rugby à sept en 2014 avec l'équipe de France de rugby à sept des moins de 18 ans, puis il est sélectionné en équipe de France de rugby à sept développement et enfin en équipe de France de rugby à sept.
En 2015, il intègre le centre de formation du Stade français Paris et le pôle espoirs du lycée Lakanal.
Il est sélectionné en équipe de France de rugby à XV des moins de 17 ans, moins de 18 ans,, moins de 19 ans et moins de 20 ans.
En 2016, il prolonge son contrat espoir avec le Stade français de deux ans,, mais il est libéré de sa dernière année d'engagement.
En 2018, il est recruté par Oyonnax Rugby,,, pour intégrer son centre de formation et la structure Oyo Elite. Un an plus tard, il signe son premier contrat professionnel avec le club,,.
Durant la saison 2022-2023, Théo Millet est l'un des titulaires au poste de centre. Il joue 25 matchs, tous en tant que titulaire, et marque trois essais. Cette saison, Oyonnax termine à la première place de la phase régulière de Pro D2 et se qualifie jusqu'en finale où il affronte Grenoble. Pour ce match, il est titulaire et Oyonnax s'impose 14 à 3, devenant champion de Pro D2 et remontant en Top 14.

## Style de jeu
Théo Millet est un centre prometteur avec des qualités de puncheur.

## Palmarès
- Vainqueur du Championnat de France de Pro D2 en 2023 avec Oyonnax Rugby.
- Finaliste de la Challenge Cup en 2025 avec le Lyon OU.